# Prix de poésie populiste
Le prix de poésie populiste est un prix littéraire français récompensant l’auteur d’une œuvre poétique. 

## Liste des lauréats
- Pierre Moussarie, Chemin vicinal, recueil, Editions de la Bouteille à la mer, 1939, 25p.
- Jean Arnaud-Durand, Les Chansons du Trimard, recueil, Éditions du Sablier, 1941.
- Théophile Malicet, La galère a chanté, 1948 Ed. groupe artistique Arthur Rimbaud, 1946, Charleville.
- Jean-Louis Vallas, Ponts de Paris, recueil, 1949.
- Maurice Carême, La Voix du silence, poèmes, Éditions Ouvrières, 1951.